# Дзюба, Александр Иванович
Александр Иванович Дзюба (род. 13 августа 1957 года) — российский офицер-вертолётчик, участник боевых действий и спасательных операций, Герой Российской Федерации (6 июня 2002). Полковник.С 24 декабря 2022 года состоит в ЛДПР.

## Биография
Родился 13 августа 1957 года в посёлке Красноармейский Зерноградского района Ростовской области.
С 1980 года проходил службу в Вооружённых Силах в Дальневосточном военном округе. В 1985 году экстерном окончил Сызранское ВВАУЛ.
В 1988 году принимал участие в боевых действиях в Афганистане.
С 1993 года проходил службу в Северо-Кавказском военном округе. Был начальником воздушно-огневой и тактической подготовки — старшим лётчиком 325-го отдельного транспортно-боевого вертолётного полка Северо-Кавказского военного округа. Участвовал в Грузино-Абхазском, Осетино-Ингушском конфликтах, и военных действий на территории Чеченской Республики. 
За время ведения боевых действий в горячих точках выполнил около 1400 вылетов, проявив при этом высокий профессионализм, героизм и личное мужество. Трижды был представлен к званию Героя России. Общий налёт к весне 2002 года составлял около 4300 часов. Общий налёт составляет 5.873 часа.
Отличился в спасательной операции во время катастрофического наводнения в Северо-Кавказском регионе в 2002 году. При плохих погодных условиях вывез с затопляемых территорий сотни человек, в том числе 25 детей из уже затопленного водой по колено детского лагеря.
Указом Президента Российской Федерации от 6 июня 2002 года " за мужество и героизм, проявленные при исполнении воинского долга в Северо-Кавказском регионе" майору Дзюба Александру Ивановичу присвоено звание Героя Российской Федерации с вручением особого знака отличия — медали «Золотая Звезда».
С 2006 года  живёт в г. Ростове-на-Дону. Председатель Ассоциации ветеранов боевых действий Дона, член Координационного совета при губернаторе Ростовской области. Почётный гражданин Ростовской области и Зерноградского района.
С 2007 года Красноармейская средняя школа № 6 носит имя Героя России Дзюба А. И.

## Награды
- медаль " Золотая Звезда " - ( 6 июня 2002 г. )
- орден  Мужества
- орден " За военные заслуги "
- орден " Красной Звезды "
- орден «За службу Родине в Вооружённых Силах СССР»  3-й степени
- орден " Атамана Платова " - (2012 г.)[2]
- орден «За заслуги перед Республикой Дагестан» (2024)[3]
- медали